# 神社の一覧記事の一覧
神社の一覧記事の一覧（じんじゃのいちらんきじのいちらん）は、神社の一覧記事の一覧。
- 神社の一覧

## 地域別
- 日本の神社一覧
- 日本以外の神社の一覧
  - アメリカ合衆国の神社一覧
  - 樺太の神社一覧
  - 台湾の神社
  - 朝鮮半島の神社一覧
  - ブラジルの神社一覧
  - 満州国の神社一覧
  - ミクロネシアの神社一覧

## 社格別

### 式内社の一覧
- 宮中・京中の式内社一覧
- 宮中・京中の式内社一覧

#### 畿内
- 山城国の式内社一覧
- 大和国の式内社一覧
- 河内国の式内社一覧
- 和泉国の式内社一覧
- 摂津国の式内社一覧

#### 東海道
- 伊賀国の式内社一覧
- 伊勢国の式内社一覧
- 志摩国の式内社一覧
- 尾張国の式内社一覧
- 三河国の式内社一覧
- 遠江国の式内社一覧
- 駿河国の式内社一覧
- 伊豆国の式内社一覧
- 甲斐国の式内社一覧
- 相模国の式内社一覧
- 武蔵国の式内社一覧
- 安房国の式内社一覧
- 上総国の式内社一覧
- 下総国の式内社一覧
- 常陸国の式内社一覧

#### 東山道
- 近江国の式内社一覧
- 美濃国の式内社一覧
- 飛騨国の式内社一覧
- 信濃国の式内社一覧
- 上野国の式内社一覧
- 下野国の式内社一覧
- 陸奥国の式内社一覧
- 出羽国の式内社一覧

#### 北陸道
- 若狭国の式内社一覧
- 越前国の式内社一覧
- 加賀国の式内社一覧
- 能登国の式内社一覧
- 越中国の式内社一覧
- 越後国の式内社一覧
- 佐渡国の式内社一覧

#### 山陰道
- 丹波国の式内社一覧
- 丹後国の式内社一覧
- 但馬国の式内社一覧
- 因幡国の式内社一覧
- 伯耆国の式内社一覧
- 出雲国の式内社一覧
- 石見国の式内社一覧
- 隠岐国の式内社一覧

#### 山陽道
- 播磨国の式内社一覧
- 美作国の式内社一覧
- 備前国の式内社一覧
- 備中国の式内社一覧
- 備後国の式内社一覧
- 安芸国の式内社一覧
- 周防国の式内社一覧
- 長門国の式内社一覧

#### 南海道
- 紀伊国の式内社一覧
- 淡路国の式内社一覧
- 阿波国の式内社一覧
- 讃岐国の式内社一覧
- 伊予国の式内社一覧
- 土佐国の式内社一覧

#### 西海道
- 筑前国の式内社一覧
- 筑後国の式内社一覧
- 豊前国の式内社一覧
- 豊後国の式内社一覧
- 肥前国の式内社一覧
- 肥後国の式内社一覧
- 日向国の式内社一覧
- 大隅国の式内社一覧
- 薩摩国の式内社一覧
- 壱岐島の式内社一覧
- 対馬島の式内社一覧

- 建武中興十五社
- 稲荷神社の一覧
- 大辺路の王子社の一覧
- 九十九王子の一覧
- 神宮125社の一覧
- 神宮の一覧
- 東照宮の一覧